# Arčeda

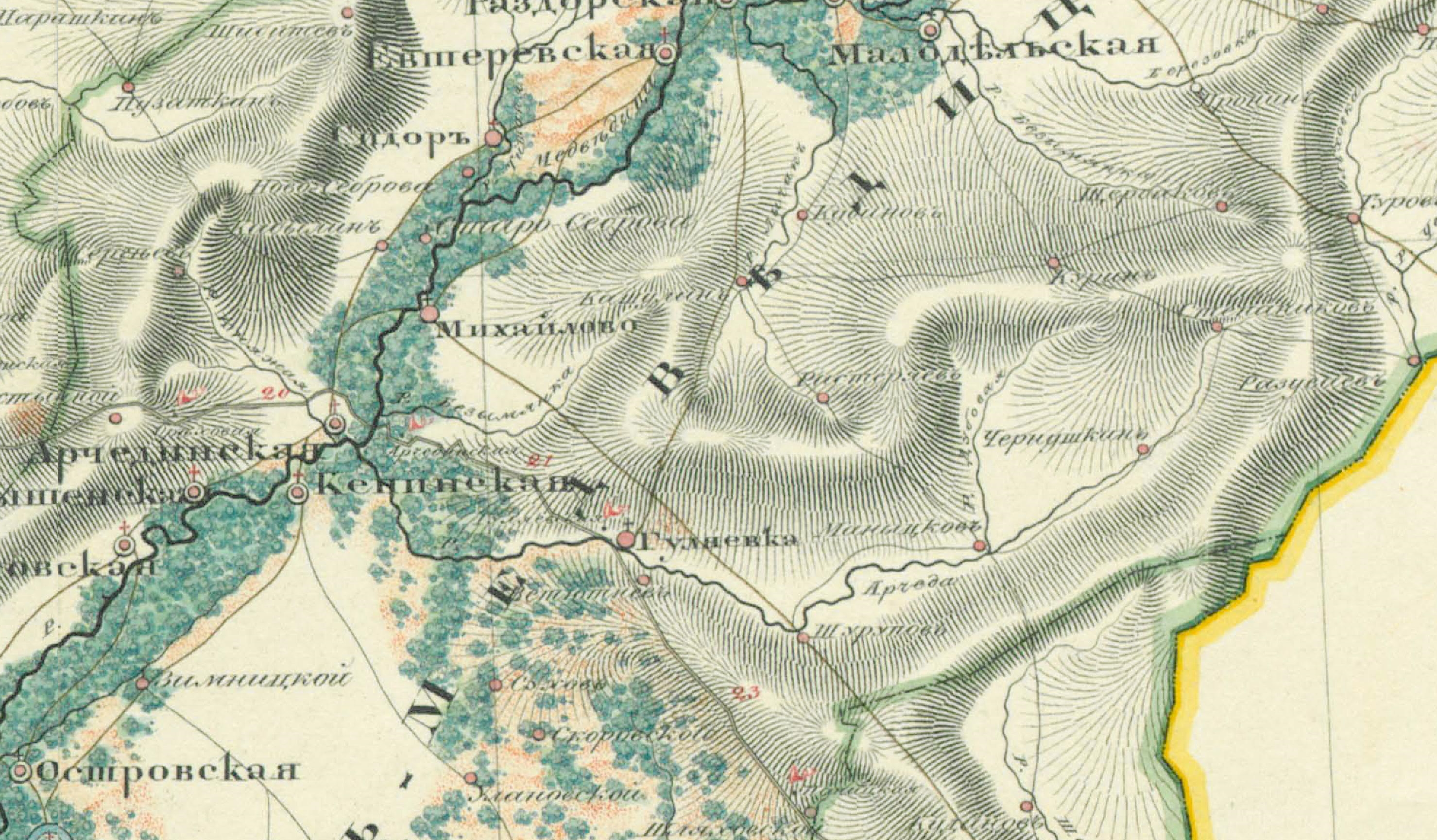
Mappa del fiume del 1833

La Arčeda (in russo Арчеда?) è un fiume della Russia europea meridionale, affluente di sinistra della Medvedica (bacino idrografico del Don). Scorre nei rajon Ol'chovskij, Frolovskij e Serafimovičskij dell'Oblast' di Volgograd.
Il fiume ha origine sul versante sud-orientale della cresta Dono-Medvedickaja alla periferia sud-occidentale delle alture del Volga; scorre in direzione prevalentemente occidentale attraversando la città di Frolovo. Durante il periodo in cui si abbassa il livello dell'acqua, il letto del fiume si scompone in tratti separati e l'acqua entra in cavità carsiche. Nel corso inferiore ricompare il corso d'acqua permanente. Il letto del fiume è molto tortuoso. Le sponde sono leggermente asimmetriche, in alcuni punti ripide. Il carattere del fiume per tutta la sua lunghezza è piatto, la corrente è calma. Sfocia nella Medvedica a 69 km dalla foce. Ha una lunghezza di 162 km; l'area del suo bacino è di 2 050 km².